# Петко Войков
Петко Димитров Войков е български революционер, деец на Вътрешната македоно-одринска революционна организация.

## Биография
Петко Войков е роден през 1883 година в Малко Търново, тогава в Османската империя, днес в България. В 1900 година влиза във ВМОРО и в образуваното в градчето стрелково дружество. В 1903 година става нелегален и действа с четата на Михаил Герджиков. На конгреса на Петрова нива е разпределен в Цикнихорския район. Участва в Илинденско-Преображенското въстание. След разделянето на смъртните дружини на четири, една от четите с 35 души му е дадена за ръководство.
На 25 февруари 1943 година, като жител на Бургас, подава молба за народна пенсия, която е одобрена и отпусната от Министерския съвет на Царство България.